# Antonis Antoniadis
Antonis Antoniadis (en griego: Αντώνης Αντωνιάδης) (Petrochori, 26 de mayo de 1946) es un exfutbolista griego que jugó como delantero centro en distintos clubes de su país durante la década de 1970, aunque destacó principalmente en el Panathinaikos F. C.. Era conocido como el alto debido a su estatura.

## Carrera
Debutó profesionalmente en el Aspida Xanthi en 1966 y fue goleador de la Beta Ethniki las siguientes dos temporadas. En 1968 fue fichado por el Panathinaikos F. C., donde desarrolló gran parte de su carrera y obtuvo sus mayores éxitos deportivos. Con este club consiguió cuatro títulos de la Alpha Ethniki y dos Copa de Grecia durante la década de 1970. Además, en 1971 fue subcampeón de la Copa de Europa tras caer en la final contra el Ajax. Individualmente fue el máximo goleador de la Primera División Griega en cinco temporadas y de la Copa de Europa en 1971 tras anotar diez goles. Ese año también ganó la Bota de Plata tras convertir un gol menos que Gerd Müller.
Antoniadis jugó brevemente en el Olympiacos F. C. y en el Atromitos F. C. hasta que finalmente decidió retirarse en Panathinaikos en 1981, con el que jugó un total de 242 partidos y anotó 187 goles. Tras dejar la actividad fue presidente de la Asociación de jugadores profesionales griegos entre 1980 y 2008.

## Selección nacional
Con la selección griega jugó en total veintiún partidos y anotó seis goles entre amistosos y encuentros clasificatorios para la Eurocopa de 1972 y 1976. Además, formó parte de la selección militar de su país que ganó la Copa Mundial de la categoría en 1969.

## Clubes
| Club                | País   | Año         |
| ------------------- | ------ | ----------- |
| Aspida Xanthi       | Grecia | 1966 - 1968 |
| Panathinaikos F. C. | Grecia | 1968 - 1978 |
| Olympiacos F. C.    | Grecia | 1978 - 1979 |
| Atromitos F. C.     | Grecia | 1979 - 1980 |
| Panathinaikos F. C. | Grecia | 1980 - 1981 |

## Palmarés

### Campeonatos nacionales
| Título         | Club                | País   | Año     |
| -------------- | ------------------- | ------ | ------- |
| Alpha Ethniki  | Panathinaikos F. C. | Grecia | 1968-69 |
| Copa de Grecia | Panathinaikos F. C. | Grecia | 1968-69 |
| Alpha Ethniki  | Panathinaikos F. C. | Grecia | 1969-70 |
| Alpha Ethniki  | Panathinaikos F. C. | Grecia | 1971-72 |
| Alpha Ethniki  | Panathinaikos F. C. | Grecia | 1976-77 |
| Copa de Grecia | Panathinaikos F. C. | Grecia | 1976-77 |

### Distinciones individuales
| Distinción                           | Año  |
| ------------------------------------ | ---- |
| Máximo goleador de la Beta Ethniki   | 1967 |
| Máximo goleador de la Beta Ethniki   | 1968 |
| Máximo goleador de la Alpha Ethniki  | 1970 |
| Máximo goleador de la Copa de Europa | 1971 |
| Bota de Plata                        | 1971 |
| Máximo goleador de la Alpha Ethniki  | 1972 |
| Máximo goleador de la Alpha Ethniki  | 1973 |
| Máximo goleador de la Alpha Ethniki  | 1974 |
| Máximo goleador de la Alpha Ethniki  | 1975 |